# Seekogel (Landeck)
Seekogel är en bergstopp i Österrike.   Den ligger i distriktet Landeck och förbundslandet Tyrolen, i den västra delen av landet, 500 km väster om huvudstaden Wien. Toppen på Seekogel är 2 412 meter över havet, eller 198 meter över den omgivande terrängen. Bredden vid basen är 0,53 km.
Terrängen runt Seekogel är huvudsakligen bergig. Närmaste större samhälle är Landeck, 9,9 km sydost om Seekogel. 
Trakten runt Seekogel består i huvudsak av gräsmarker. Runt Seekogel är det ganska glesbefolkat, med 27 invånare per kvadratkilometer.